# 〜マイ・ウェイ・バラエティ〜 この生き方、天才かも?
『〜マイ・ウェイ・バラエティ〜 この生き方、天才かも?』（〜マイ・ウェイ・バラエティ〜 このいきかた、てんさいかも?）は、東海テレビ（THK）の制作により、フジテレビ系列（クロスネット局を除く）において、不定期の土曜日に放送されている特別バラエティ番組である。

## 出演者
- 山里亮太（南海キャンディーズ）
- ぺこぱ（シュウペイ・松陰寺太勇）
- 貴島明日香
- 野呂佳代
- アンミカ
- 森川葵

## スタッフ
- 製作著作:東海テレビ